# Jadon Sancho
Jadon Malik Sancho (sinh ngày 25 tháng 3 năm 2000) là một cầu thủ bóng đá chuyên nghiệp người Anh hiện đang thi đấu ở vị trí tiền vệ cánh cho câu lạc bộ Manchester United của giải bóng đá Premier League và đội tuyển bóng đá quốc gia Anh.
Trước đây anh là một cầu thủ trẻ của Watford và sau đó là Manchester City. Sancho đã ký hợp đồng chuyên nghiệp đầu tiên với Dortmund vào năm 2017 khi chuyển tới từ Manchester City với giá 7,8 triệu euro. Trong mùa giải thứ hai, anh ấy thường xuyên có mặt ở đội một và cuối mùa xuất hiện trong Đội hình hay nhất Bundesliga 2018. Trước mùa giải 2019–20, Sancho đã giành được chiếc cúp đầu tiên trong sự nghiệp sau chiến thắng ở Siêu cúp Đức trước Bayern München.
Sancho là một phần của đội U-17 Anh đã vô địch FIFA U-17 World Cup 2017. Anh ra mắt Đội tuyển quốc gia Anh vào năm 2018.

## Đầu đời
Sancho được sinh ra ở Camberwell, Greater London, có cha mẹ gốc Trinidad & Tobago. Anh được nuôi dưỡng ở Kennington. Anh trở thành bạn với cầu thủ bóng đá đầy tham vọng Reiss Nelson, sống gần đó, sau khi họ chơi cùng nhau trong các giải đấu trẻ. Khi trưởng thành, anh ấy là một người hâm mộ Chelsea, và thần tượng Ronaldinho và Frank Lampard.

## Sự nghiệp cấp câu lạc bộ

### Sự nghiệp ban đầu
Sancho gia nhập Watford khi mới 7 tuổi. Do gặp phải các vấn đề về đi lại ở London để tới học viện của câu lạc bộ, ông của anh đã chuyển anh sang nơi ăn nghỉ cung cấp bởi Watford và bắt đầu đi học đối tác của họ Harefield Academy là một học sinh nội trú, ở tuổi 11. Ở tuổi 14, anh nói HLV khi đó đang đẫn dắt đội U-15 của Watford về ý định chơi cho đội tuyển Anh.

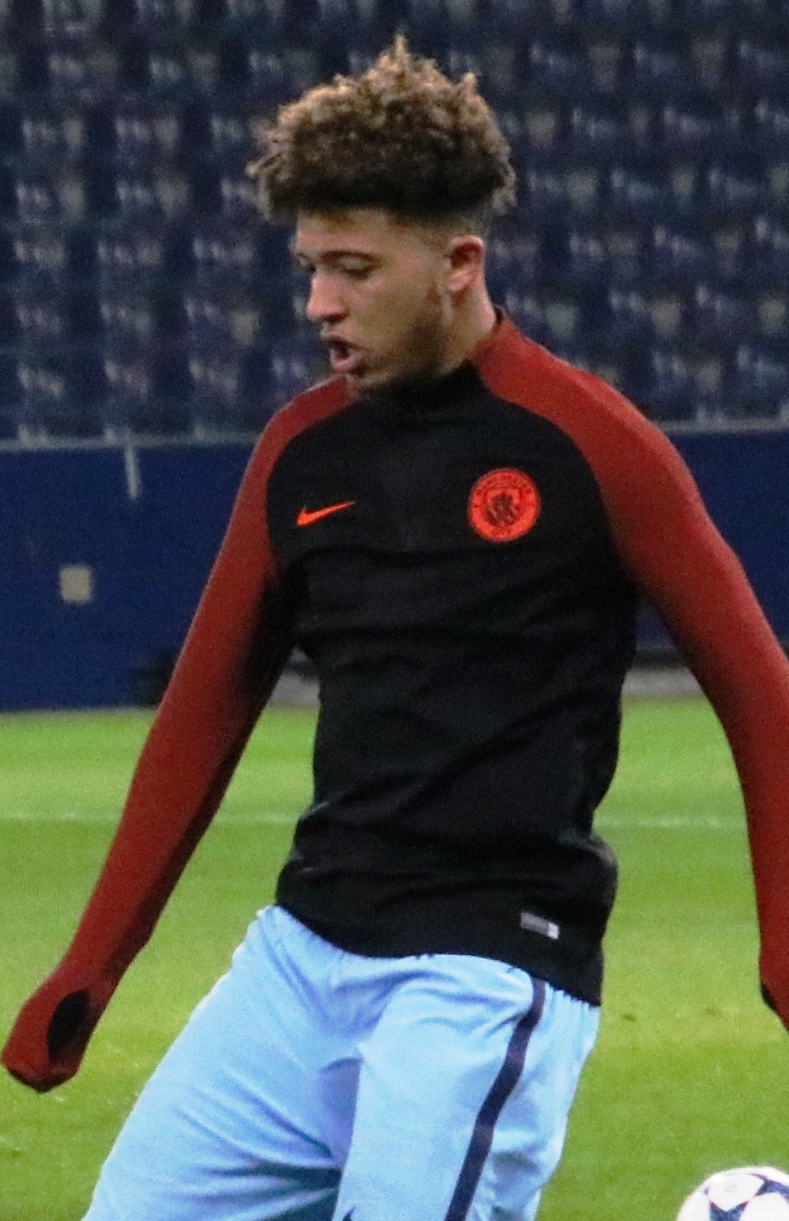
Sancho với Manchester City năm 2017.

Ở tuổi 14, anh chuyển đến Manchester City vào tháng 3 năm 2015 với mức phí ban đầu là 66.000 bảng theo EPPP, có khả năng tăng lên 500.000 bảng với các điều khoản bổ sung.  Sancho tiếp tục gây ấn tượng trong học viện Manchester City và là một trong bộ ba cầu thủ mà chủ tịch của Manchester City, Khaldoon Al Mubarak, cho biết sẽ nhanh chóng được theo dõi vào đàn anh được thành lập vào tháng 5 năm 2017.  Vào tháng 7 năm 2017, Sancho đã bị loại khỏi đội hình du đấu trước mùa giải của Manchester City do tranh chấp về sự đảm bảo thời gian chơi bóng và được ra sân của anh trong bản hợp đồng mới. Sau đó, các nguồn tin thông báo rằng Sancho đang cố gắng tìm một câu lạc bộ mới và City đã cảnh báo Sancho về thái độ của anh sau khi bỏ lỡ chuyến du đấu hè của đội.

### Borussia Dortmund
Sancho ký hợp đồng với câu lạc bộ Bundesliga của Đức Borussia Dortmund vào ngày 31 tháng 8 năm 2017 với mức phí được thông báo là khoảng 8 triệu bảng và ngay lập tức được đưa vào đội hình một. Sau đó, anh cho biết rằng anh cảm thấy tự tin khi thi đấu ở nước ngoài do đã có những kinh nghiệm trước đây khi chuyển từ nhà tới London để chơi cho Watford hay chuyển sang Manchester City. Sancho ra mắt câu lạc bộ trong trận gặp Eintracht Frankfurt vào ngày 21 tháng 10, vào sân thay người trong sáu phút còn lại của trận đấu, trở thành cầu thủ người Anh đầu tiên chơi cho Dortmund ở Bundesliga. Sancho đã bắt đầu giải đấu đầu tiên của mình cho Dortmund vào ngày 14 tháng 1 năm 2018. Anh ấy đã ghi bàn thắng chuyên nghiệp đầu tiên vào ngày 21 tháng 4 năm 2018. Đó là bàn thắng đầu tiên trong chiến thắng 4-0 trước Bayer Leverkusen tại Bundesliga và trong cùng trận đấu đó anh cũng đóng góp hai pha kiến tạo.
Cuối năm 2018 anh ký hợp đồng mới có thời hạn 4 năm giữ anh ở câu lạc bộ cho đến năm 2022 trái ngược các tin đồn anh chuyển tới Manchester United trước đó, Sancho đã tận hưởng tháng 10 năm 2018 đầy thành công khi được bầu là Cầu thủ xuất sắc nhất tháng của Bundesliga, khi ghi ba bàn thắng và 3 pha kiến tạo chỉ trong vòng ba trận đấu. Bao gồm trong số các bàn thắng của anh ấy trong tháng là một cú đúp trong trận hòa với Hertha BSC, anh ấy đã trở thành cầu thủ đầu tiên được sinh ra vào những năm 2000 ghi hai bàn trong một trận đấu Bundesliga và cũng là trẻ nhất của Dortmund. Vào ngày 24 tháng 10, anh cũng trở thành cầu thủ đầu tiên được sinh ra vào những năm 2000 ghi bàn tại UEFA Champions League cho Dortmund trong trận gặp Atlético Madrid.
Trong trận hòa 3-3 với Hoffenheim vào ngày 9 tháng 2 năm 2019, anh trở thành cầu thủ trẻ nhất từng ghi tám bàn trong một mùa giải Bundesliga, phá vỡ kỷ lục trước đó của Christian Wück. Cuối tháng đó, khi ghi bàn trong chiến thắng 3-2 trước Bayer Leverkusen, anh đã phá vỡ kỷ lục của Lukas Podolski để trở thành cầu thủ trẻ nhất ghi được chín bàn thắng ở Bundesliga, khi ở tuổi 18 và 336 ngày. Vào ngày 13 tháng 4, Sancho đã lập một cú đúp trong chiến thắng 2-1 trước Mainz và sau đó trở thành cầu thủ trẻ nhất của Dortmund từng ghi ít nhất 10 bàn trong một mùa giải Bundesliga. Sau một mùa giải đấu ấn tượng, trong đó anh ghi tới 12 bàn và cung cấp 14 pha kiến tạo, Sancho đã có tên trong Đội hình hay nhất Bundesliga 2018.
Thành công tiếp tục đến với Sancho khi trước mùa giải 2019–20, với việc Sancho kiến tạo và ghi bàn trong chiến thắng 2-0 ở DFL-Supercup hay còn gọi là Siêu cúp Đức trước Bayern Munich vào ngày 3 tháng 8 năm 2019.  Cuối tháng đó, Sancho đã đồng ý một hợp đồng mới với Dortmund. Bàn thắng của Sancho trong trận hòa 3-3 của Dortmund với RB Leipzig vào ngày 17 tháng 12 đã giúp anh tạo ra kỷ lục ghi bàn trong bảy trận liên tiếp cho câu lạc bộ (bao gồm cả trong các trận đấu ở Champions League với Barcelona và Slavia Prague), đưa đóng góp của anh lên tới 15 bàn và 16 hỗ trợ trong năm 2019. Ba bàn thắng và ba pha kiến tạo trong năm trận đấu trong tháng 2 năm 2020 đã đưa anh tới với giải thưởng Cầu thủ xuất sắc nhất tháng của Bundesliga lần thứ hai trong sự nghiệp.
Vào ngày 31 tháng 5 năm 2020, Sancho đã lập hat-trick đầu tiên trong sự nghiệp trong chiến thắng 6-1 trước SC Paderborn. Sau khi ghi bàn thắng đầu tiên, anh đã cởi áo để lộ chiếc áo bên trong có thông điệp "Công lý cho George Floyd", một người đàn ông Mỹ gốc Phi đã chết tuần trước sau khi một sĩ quan cảnh sát giữ đầu gối trên cổ Floyd cho đến khi anh ta không còn phản ứng.
Vào ngày 13 tháng 5 2021, anh ghi một bàn trong chiến thắng 4–1 trước RB Leipzig ở Chung kết DFB-Pokal 2021.

### Manchester United

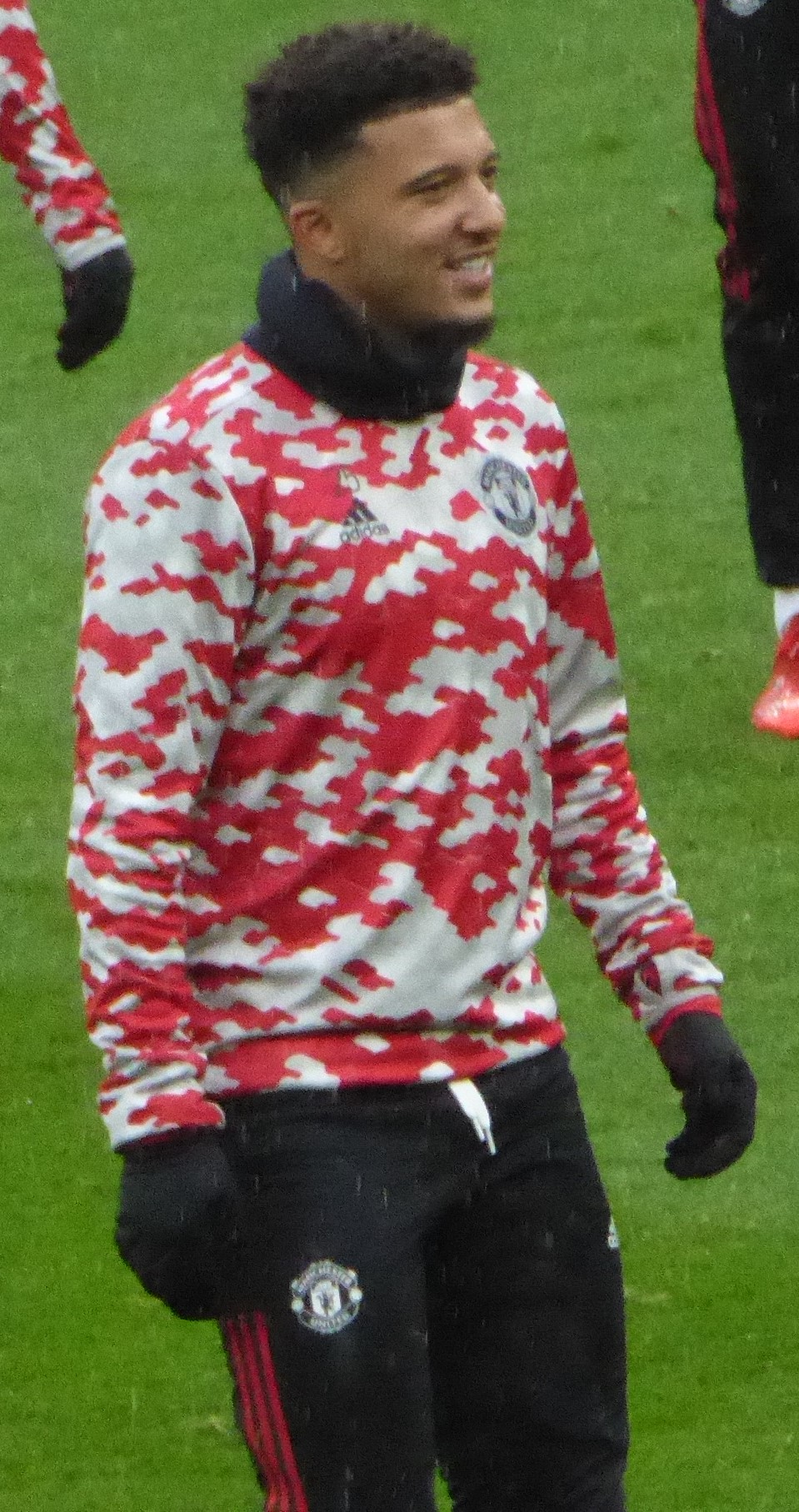
Sancho khởi động cho Manchester United năm 2021.

Vào ngày 1 tháng 7 năm 2021, có thông báo rằng Manchester United và Dortmund đã đạt được một thỏa thuận về nguyên tắc về việc chuyển nhượng Sancho, tùy thuộc vào việc anh ký hợp đồng và vượt qua một cuộc kiểm tra y tế, cả hai dự kiến sẽ xảy ra sau Euro 2020. Sancho chính thức được công bố là cầu thủ của United vào ngày 23 tháng 7 năm 2021, ký một hợp đồng 5 năm với tùy chọn kéo dài thêm 1 năm.

#### Mùa giải 2021–2022
Trong trận đấu đầu tiên giải Ngoại Hạng Anh mùa giải 2021 Sancho lần đầu được ra sân trong màu áo Manchester United sau khi thay cho Daniel James ở phút 73 trong trận đấu với Leeds United. Sancho ghi bàn thắng đầu tiên của anh cho câu lạc bộ trong trận vòng bảng UEFA Champions League 2021–22, gặp Villarreal trên sân khách tối ngày 23 tháng 11 năm 2021. Anh ghi bàn ấn định chiến thắng 2-0, giúp United giành ngôi đầu bảng và đi tiếp vào vòng tiếp theo dù còn một trận chưa thi đấu, đồng thời anh được khán giả Manchester United bình chọn là cầu thủ xuất sắc nhất trận đấu.
Sancho ghi bàn thắng đầu tiên của anh ở Ngoại hạng Anh vào ngày 28 tháng 11 năm 2021, trong trận đấu trên sân Stamford Bridge, gặp Chelsea. Anh ghi bàn thắng mở tỉ số trong một tình huống phản công nhanh ở đầu hiệp 2, cướp bóng từ tình huống khống chế bóng lỗi của Jorginho sau đó ghi bàn mở tỉ số.

#### Mùa giải 2022–2023
Sancho ghi bàn thắng đầu tiên trong mùa giải 2022-23 trong trận thắng 2-1 trước Liverpool. Chỉ 10 ngày sau đó, Sancho ghi bàn vào lưới Leicester City ấn định chiến thắng 1-0 cho Manchester United. Tuy nhiên, phong độ của Sancho bị sa sút nhanh chóng kể từ tháng 10 năm 2022, đánh mất vị trí chính thức trên hàng công và không được triệu tập vào đội tuyển Anh tham dự World Cup 2022. Trong thời gian diễn ra World Cup 2022, Sancho theo sự giới thiệu của Erik ten Hag đã tách riêng khỏi đội để tập thể lực, và điều trị tâm lý.
Anh trở lại thi đấu trong đội hình United kể từ ngày 1 tháng 2 năm 2023 khi vào sân ở hiệp 1 trong trận bán kết lượt về Cúp EFL trước Nottingham Forest F.C. (United thắng 2-0). Anh có bàn thắng đầu tiên cho United khi tái xuất ở Ngoại hạng Anh mùa bóng này trong trận đấu đêm ngày 8 tháng 2 năm 2023, giúp United gỡ hòa 2-2.

#### Mùa giải 2023 - 2024
Sancho bắt đầu cùng mùa giải 2023-2024 cùng United kể từ du đấu mùa hè, nhưng dần đánh mất vị trí chính thức trong đội hình khi mùa giải bắt đầu. Ngày 3 tháng 9 năm 2023, Sancho không được điền tên vào danh sách 23 cầu thủ United tới London trong trận đấu với Arsenal ở Ngoại hạng, và huấn luyện viên Erik ten Hag đã giải thích rằng anh không được chọn vì sự thể hiện của anh ngay trên sân tập - cụ thể là "mỗi cầu thủ cần đạt được một trình độ mỗi ngày ở United". Sancho đã ngay lập tức đáp trả lại bằng việc đăng một thông báo trên mạng xã hội rằng "Tôi sẽ không cho phép mọi người nói những gì hoàn toàn không phải là sự thật, tôi đã tập luyện rất tốt ... và sự bất công là tôi đang phải trở thành con dê tế thần cho thời gian dài". Sau đó 10 ngày, United ra thông báo chính thức cấm Sancho tập luyện cùng đội một để giải quyết vấn đề kỷ luật.
Ngày 11 tháng 1 năm 2024, United đồng ý cho Sancho gia nhập Borussia Dortmund theo hình thức cho mượn tới hết mùa giải với phí cho mượn được ghi nhận là 4 triệu Euro. Kết thúc mùa giải ở Dortmund, Sancho trở lại United sau khi không có bất kỳ thỏa thuận nào về việc anh sẽ trở lại Dortmund.

#### Mùa giải 2024-2025: Chelsea
Ngày 12 tháng 7 năm 2024, United ra thông báo chính thức việc Sancho trở lại luyện tập cho chuyến du đấu tiền mùa giải 2024-2025 sau khi giải quyết những mâu thuẫn và vấn đề kỷ luật với đội và huấn luyện viên. Tuy nhiên, Sancho không có mặt trong danh sách thi đấu của United trong hai trận đấu đầu tiên của mùa giải và có nhiều tin đồn rằng United đang có những thương thảo với một số câu lạc bộ ở Anh và Châu Âu về việc bán Sancho.
Vào ngày cuối của kỳ chuyển nhượng mùa hè, 30 tháng 9 năm 2024, Manchester United đống ý cho Sancho gia nhập Chelsea theo hình thức cho mượn đến hết mùa giải. Theo thông tin từ nhiều báo chí, thỏa thuận mượn Sancho của Chelsea là một giao kèo với nghĩa vụ bắt buộc mua Sancho ở cuối mùa giải. Sancho có trận ra mắt Chelsea vào ngày 14 tháng 9, vào sân thay thế cho Pedro Neto khi bước sang hiệp 2 và kiến tạo cho Christopher Nkunku ghi bàn ở phút thứ 86, giúp đội bóng anh đánh bại 1-0 trước Bournemouth. Với màn trình diễn của anh đã giúp mình giành giải thưởng cầu thủ xuất sắc nhất trận.

## Sự nghiệp quốc tế

### Đội tuyển trẻ
Vào tháng 5 năm 2017, Sancho là một phần của U-17 Anh lọt vào trận chung kết Giải vô địch bóng đá U-17 Châu Âu của UEFA, và được vinh danh trong đội hình xuất sắc nhất giải đấu vì những đóng góp của bản thân mình. Vào tháng 9 năm 2017, Sancho đã có tên trong đội hình của đội tuyển Anh tham dự FIFA U-17 World Cup 2017 nhưng câu lạc bộ chủ quản của anh là Dortmund không chấp nhận nhả người. Hai bên cuối cùng đã đạt được thỏa thuận về việc anh ấy sẽ có mặt ở các vòng bảng của giải đấu, nhưng sự tham gia của Sancho sẽ không được đảm bảo nếu đội tuyển U-17 Anh tiến đến vòng loại trực tiếp. Vào ngày 8 tháng 10 năm 2017, anh ghi hai bàn trong trận đấu đầu tiên của U-17 Anh, gặp Chile. Vào ngày 16 tháng 10, trong trận đấu ở vòng 16 giữa Anh với Nhật Bản, anh bị Borussia Dortmund rút khỏi giải đấu.
Vào ngày 2 tháng 11 năm 2017, Sancho lần đầu tiên được gọi vào đội tuyển U19 Anh, cùng họ tham dự các trận đấu vòng loại tại Giải vô địch U-19 châu Âu 2018 với Quần đảo Faroe, Iceland và đội chủ nhà Bulgaria. Anh có trận đấu đầu tiên ở cấp độ U19 trong chiến thắng 6–0 trước Faroe, trong trận đấu đó anh chơi bảy mươi phút trước khi được thay ra cho Ben Brereton vào sân; Anh vào thay Brereton ở phút 66 trong trận thắng Iceland, qua đó giúp Anh đảm bảo suất vào vòng 16 đội. Anh ghi bàn thắng duy nhất trong trận đấu với Bulgaria để giúp Anh đứng đầu bảng đấu của họ. Vào sân thay cho Brereton, Sancho đã ghi bàn thắng cuối cùng trong chiến thắng 4–1 của Anh trước Hungary trong trận đấu đầu tiên của vòng đấu 16 đội vào ngày 21 tháng 3 năm 2018.

### Đội tuyển quốc gia
Sau khởi đầu ấn tượng cho mùa giải 2018–19, Sancho lần đầu tiên được gọi vào đội tuyển Anh vào ngày 4 tháng 10 năm 2018 để chuẩn bị cho các trận đấu tại UEFA Nations League với Croatia và Tây Ban Nha. Anh có trận ra mắt khi vào sân thay người ở phút 78 vào ngày 12 tháng 10, trong trận hòa 0–0 trên sân khách. Vào ngày 22 tháng 3 năm 2019, Sancho bắt đầu trận đấu đầu tiên khi được xếp đá chính cho đội tuyển Anh trong chiến thắng 5–0 trước Cộng hòa Séc tại Sân vận động Wembley trong trận đấu vòng loại UEFA Euro 2020. Sancho đã ghi bàn thắng đầu tiên cho Đội tuyển Anh vào ngày 10 tháng 9 trong trận dấu đó anh thậm chí còn lập một cú đúp, trong chiến thắng 5–3 trên sân nhà trước Kosovo ở vòng loại Euro 2020.
Vào ngày 11 tháng 7 năm 2021, Sancho được tung vào sân thay Kyle Walker ở phút thứ 120 trong trận Chung kết UEFA Euro 2020 với Ý. Anh đã thực hiện quả phạt đền thứ tư của Anh trong loạt đá luân lưu sau đó nhưng bị Gianluigi Donnarumma cản phá. Sau khi thua 3–2 trên chấm phạt đền, Sancho cùng với Marcus Rashford và Bukayo Saka đã phải hứng chịu những thông điệp xúc phạm chủng tộc trên mạng xã hội. Phong độ bất ổn của anh trong những năm sau đó đã khiến anh không có tên trong danh sách tham dự FIFA World Cup 2022 và UEFA Euro 2024.

## Phong cách thi đấu
Sancho có thể hoạt động như một tiền đạo thứ hai hoặc tiền vệ rộng thường trong sơ đồ 4–2–3–1 của Borussia Dortmund ở hai cánh tấn công. "Dự án cầu thủ trẻ" của Dortmund đã giúp Sancho hoạt động ở tâm điểm hàng công bên cạnh nòng cốt là những ngôi sao trẻ tài năng như Erling Haaland, Gio Reyna và Jude Bellingham.
Được đánh giá là một cầu thủ nhanh nhẹn, kỹ thuật cao và sáng tạo, với kỹ năng rê dắt và kiểm soát bóng tuyệt vời, Sancho được biết đến với sự lắt léo và sử dụng đòn bẩy trong các tình huống một đối một và được mô tả là một trong những cầu thủ trẻ xuất sắc nhất thế giới. Mặc dù được biết đến với khả năng vượt qua đối thủ và tạo cơ hội cho đồng đội, anh cũng có khả năng tự ghi bàn.

## Thống kê sự nghiệp

### Câu lạc bộ
Tính đến ngày 10 tháng 8 năm 2024
| Câu lạ bộ                | Mùa giải            | Giải đấu            | Giải đấu | Giải đấu | Cúp quốc gia | Cúp quốc gia | Cúp liên đoàn | Cúp liên đoàn | Châu Âu | Châu Âu | Khác | Khác | Tổng cộng | Tổng cộng |
| Câu lạ bộ                | Mùa giải            | Hạng đấu            | Trận     | Bàn      | Trận         | Bàn          | Trận          | Bàn           | Trận    | Bàn     | Trận | Bàn  | Trận      | Bàn       |
| ------------------------ | ------------------- | ------------------- | -------- | -------- | ------------ | ------------ | ------------- | ------------- | ------- | ------- | ---- | ---- | --------- | --------- |
| Borussia Dortmund II     | 2017–18             | Regionalliga West   | 3        | 0        | —            | —            | —             | —             | —       | —       | —    | —    | 3         | 0         |
| Borussia Dortmund        | 2017–18             | Bundesliga          | 12       | 1        | 0            | 0            | —             | —             | 0       | 0       | —    | —    | 12        | 1         |
| Borussia Dortmund        | 2018–19             | Bundesliga          | 34       | 12       | 2            | 0            | —             | —             | 7       | 1       | —    | —    | 43        | 13        |
| Borussia Dortmund        | 2019–20             | Bundesliga          | 32       | 17       | 3            | 0            | —             | —             | 8       | 2       | 1    | 1    | 44        | 20        |
| Borussia Dortmund        | 2020–21             | Bundesliga          | 26       | 8        | 6            | 6            | —             | —             | 6       | 2       | 0    | 0    | 38        | 16        |
| Borussia Dortmund        | Tổng cộng           | Tổng cộng           | 104      | 38       | 11           | 6            | —             | —             | 21      | 5       | 1    | 1    | 137       | 50        |
| Manchester United        | 2021–22             | Premier League      | 29       | 3        | 1            | 1            | 1             | 0             | 7       | 1       | —    | —    | 38        | 5         |
| Manchester United        | 2022–23             | Premier League      | 26       | 6        | 3            | 0            | 2             | 0             | 10      | 1       | —    | —    | 41        | 7         |
| Manchester United        | 2023–24             | Premier League      | 3        | 0        | 0            | 0            | 0             | 0             | 0       | 0       | —    | —    | 3         | 0         |
| Manchester United        | 2024–25             | Premier League      | 0        | 0        | —            | —            | —             | —             | —       | —       | 1    | 0    | 1         | 0         |
| Manchester United        | Tổng cộng           | Tổng cộng           | 58       | 9        | 4            | 1            | 3             | 0             | 17      | 2       | 1    | 0    | 83        | 12        |
| Borussia Dortmund (mượn) | 2023–24             | Bundesliga          | 14       | 2        | —            | —            | —             | —             | 7       | 1       | —    | —    | 21        | 3         |
| Chelsea (mượn)           | 2024–25             | Premier League      | 0        | 0        | 0            | 0            | 0             | 0             | 0       | 0       | 0    | 0    | 0         | 0         |
| Tổng cộng sự nghiệp      | Tổng cộng sự nghiệp | Tổng cộng sự nghiệp | 179      | 49       | 15           | 7            | 3             | 0             | 45      | 8       | 2    | 1    | 244       | 65        |

1. ↑  Bao gồm DFB-Pokal, FA Cup
2. ↑  efn
3. 1 2 3 4 5  Số lần ra sân tại UEFA Champions League
4. ↑  Ra sân tại DFL-Supercup
5. ↑  Số lần ra sân tại UEFA Europa League
6. ↑  Ra sân tại FA Community Shield
7. ↑  Số lần ra sân tại UEFA Conference League

### Quốc tế
Tính đến ngày 9 tháng 10 năm 2021
| Đội tuyển quốc gia | Năm       | Trận | Bàn |
| ------------------ | --------- | ---- | --- |
| Anh                | 2018      | 3    | 0   |
| Anh                | 2019      | 8    | 2   |
| Anh                | 2020      | 7    | 1   |
| Anh                | 2021      | 5    | 0   |
| Tổng cộng          | Tổng cộng | 23   | 3   |

### Bàn thắng quốc tế
Tính đến ngày 9 tháng 10 năm 2021
Tỷ số của Anh được liệt kê đầu tiên, cột điểm cho biết tỷ số sau mỗi bàn thắng của Sancho
| # | Ngày                 | Địa điểm                               | Số trận | Đối thủ | Bàn thắng | Kết quả | Giải đấu            |
| - | -------------------- | -------------------------------------- | ------- | ------- | --------- | ------- | ------------------- |
| 1 | 10 tháng 9 năm 2019  | Sân vận động St Mary, Southampton, Anh | 8       | Kosovo  | 4–1       | 5–3     | Vòng loại Euro 2020 |
| 2 | 10 tháng 9 năm 2019  | Sân vận động St Mary, Southampton, Anh | 8       | Kosovo  | 5–1       | 5–3     | Vòng loại Euro 2020 |
| 3 | 12 tháng 11 năm 2020 | Sân vận động Wembley, London, Anh      | 16      | Ireland | 2–0       | 3–0     | Giao hữu            |

## Danh hiệu

### Câu lạc bộ

#### Borussia Dortmund
- DFB-Pokal: 2020–21[55]
- DFL-Supercup: 2019[56]

#### Manchester United
- EFL Cup: 2022–23[57]

### Quốc tế

#### U-17 Anh
- FIFA U-17 World Cup: 2017
- Á quân UEFA European U-17 Championship: 2017

#### Anh
- Á quân UEFA Euro: 2020
- Hạng ba UEFA Nations League: 2018–19

### Cá nhân
- Cầu thủ vàng Giải vô địch bóng đá U-17 châu Âu: 2017
- Đội hình tiêu biểu Giải vô địch bóng đá U-17 châu Âu: 2017
- Cầu thủ xuất sắc nhất tháng của Bundesliga: Tháng 10 năm 2018; Tháng 2 năm 2020; Tháng 2 năm 2021
- Bàn thắng đẹp nhất tháng của Bundesliga: Tháng 2 năm 2019
- Đội hình xuất sắc nhất mùa giải Bundesliga: 2018–19, 2019–20
- Đội hình xuất sắc nhất mùa giải Bundesliga do tờ kicker bình chọn: 2018–19, 2019–20
- VDV Tân binh xuất sắc nhất mùa giải: 2018–19
- VDV Đội hình xuất sắc nhất mùa giải: 2018–19, 2019–20
- Goal.com NxGn: 2019 (top 1)[58]
- Vua phá lưới DFB-Pokal: 2020–21